# Radkov (okres Svitavy)
Obec Radkov (německy Rattendorf) se nachází v okrese Svitavy v Pardubickém kraji. Žije zde 117 obyvatel.

## Historie
První písemná zmínka o vesnici pochází z roku 1365.

## Galerie

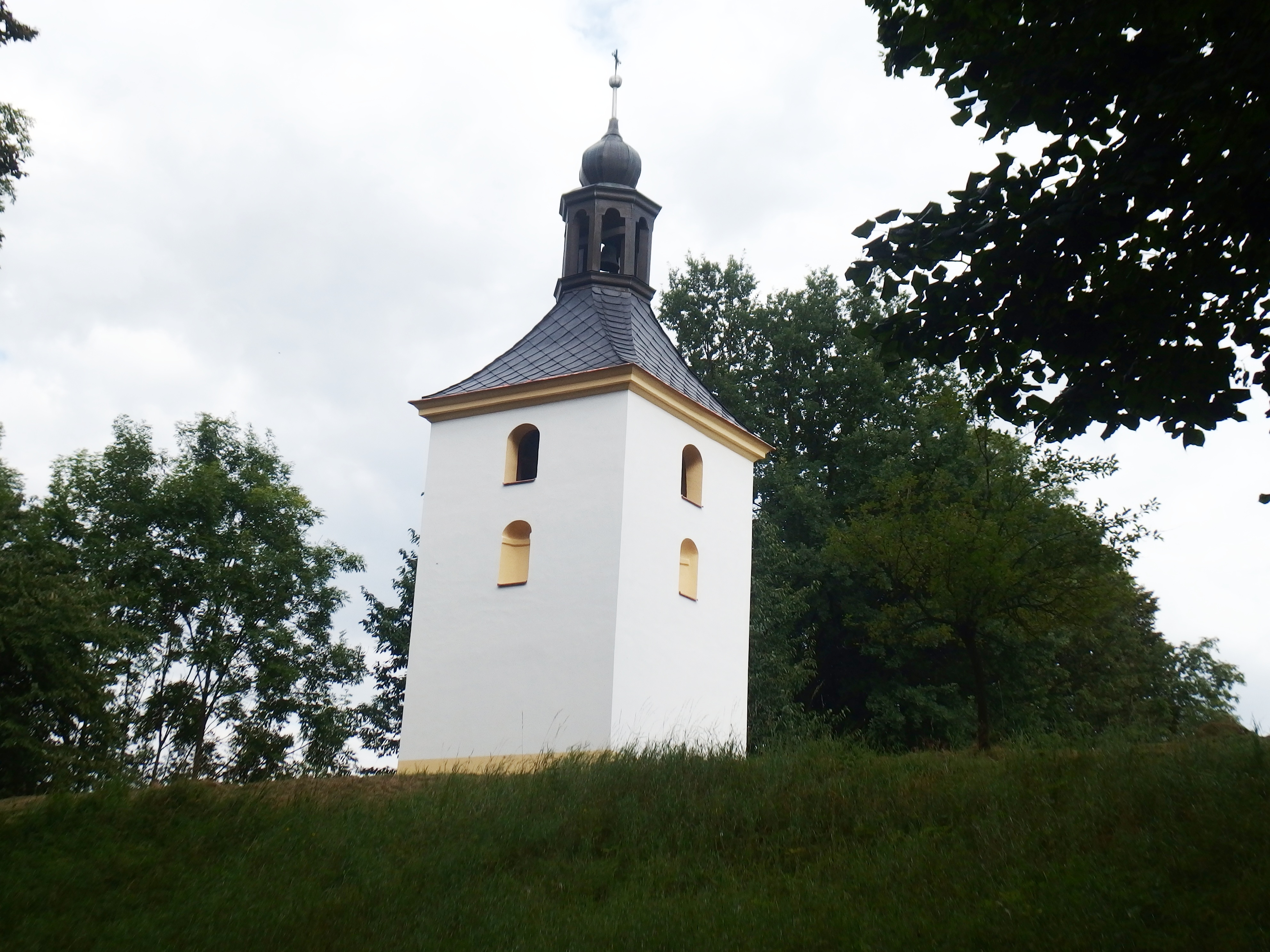
Zvonice
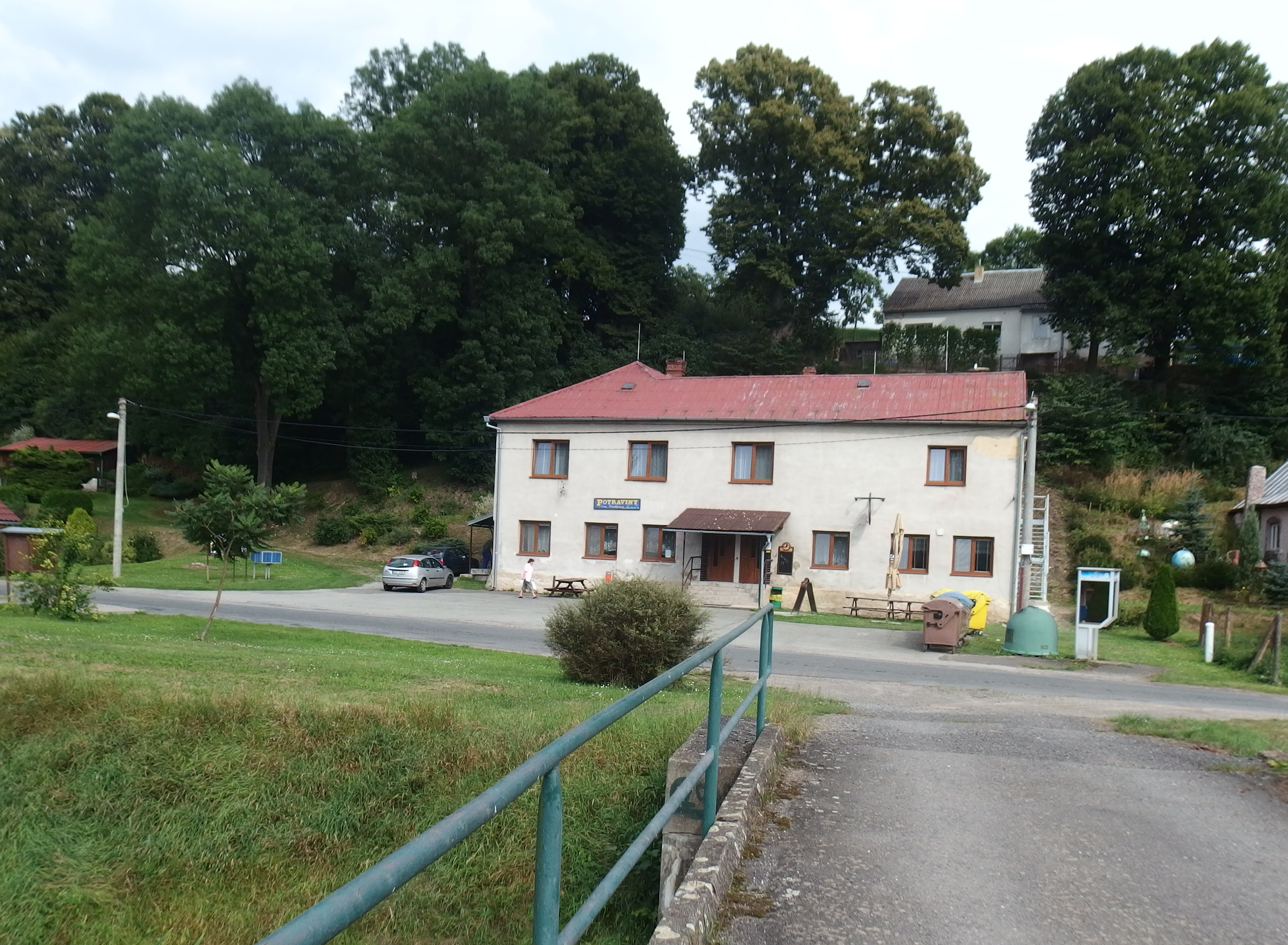
Obchod
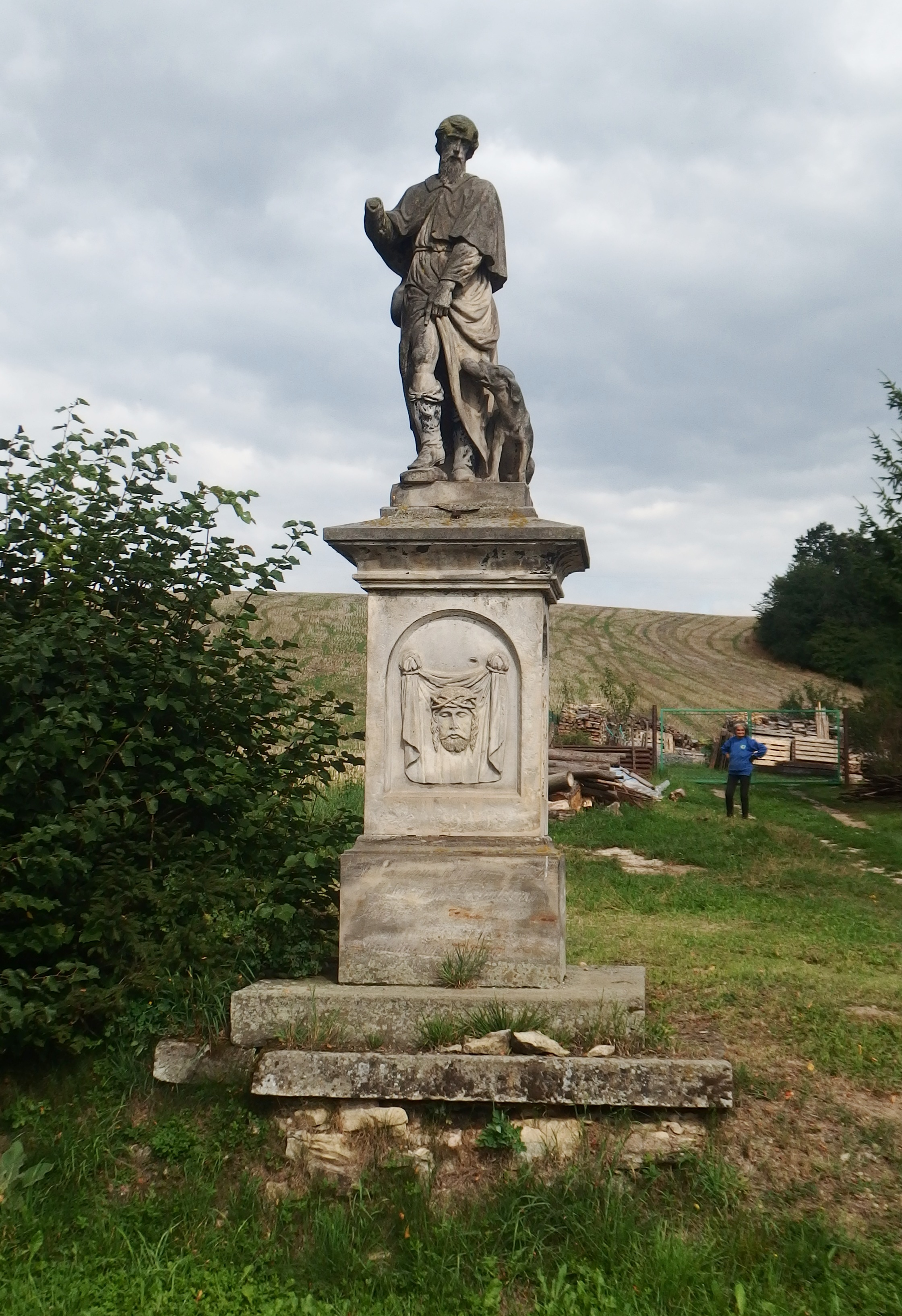
Socha svatého Rocha